# Scoparia dominicki
Scoparia dominicki là một loài bướm đêm trong họ Crambidae.